# Kabardino-Balkaarse Autonome Oblast
De Kabardino-Balkaarse Autonome Oblast (Russisch:  Кабардино-Балкарская автономная область, Kabardino-Balkarskaja avtonomnaja oblast) was een autonome oblast in de Sovjet-Unie. 
De autonome oblast ontstond op 16 januari 1922 uit de Kabardijnse Autonome Oblast en uit het grondgebied van de Balkaren. Op 5 december 1936 kreeg het de status van autonome socialistische sovjetrepubliek. De autonomie van de oblast en de nationale etnische politiek, ook wel korenisatie genoemd, was een reactie van de Sovjetleiders op de russificatie die de tsaren van het keizerrijk Rusland in het gebied die tot discriminatie geleid had. De oblast was onderdeel van de Russische Socialistische Federatieve Sovjetrepubliek en na 1923 werd de oblast onderdeel van de Sovjetrepubliek der Bergvolkeren. Na het opheffen van de Sovjetrepubliek der Bergvolkeren op 7 juli 1924 werd de Kabardino-Balkaarse Autonome Oblast weer onderdeel van de RSFSR. De autonome oblast kreeg op 5 december de verhoogde status van Autonome Socialistische Sovjetrepubliek.